# Comté de Duval (Texas)
Pour les articles homonymes, voir Comté de Duval et Duval.
Le comté de Duval, en anglais : Duval County, est un comté situé dans le sud de l'État du Texas aux États-Unis. Le siège de comté est la ville de San Diego. Selon le recensement des États-Unis de 2020, sa population est de 9 831 habitants. Le comté a une superficie de 4 651 km2, dont 4 463 km2 en surfaces terrestres. Il est nommé en l'honneur de Burr Harrison Duval (en), un soldat de la révolution texane.

## Démographie
Lors du recensement de 2010, le comté comptait une population de 11 782 habitants. Elle est estimée, en 2017, à 11 273 habitants.

Pyramide des âges du comté de Duval (2000).